# Assani Soihirin
Assani Soihirin (ur. 12 czerwca 1983) – francuski piłkarz z Majotty, grający na pozycji obrońcy.

## Kariera piłkarska

### Kariera klubowa
Od 2011 roku występuje w Regard d'Avenir Marseille.

### Kariera reprezentacyjna
W 2011 debiutował w narodowej reprezentacji Majotty. Łącznie rozegrał 4 mecze i strzelił 1 gola.